# Јапански јавори
Иако у јапанској хортикултури доминирају клонови дланоликог јавора (Acer palmatum), улога осталих аутохтоних јавора и њихових култивара није занемарљива, као и алохтоних врста, као што су A. buergerianum и A. circinatum, које су јапански вртлари одабрали и гаје их због пожељних особина. Чланови ове последње групе, иако нису од природе из Јапана, толико су узгајани тамо да су у расадничкој трговини груписани и чине, заједно са аутохтоним врстама, појам „јапански јавори“. 

## Значај и симболика јапанских јавора
Током многих векова у Јапану се развио флорални календар, тако да је сваки месец представљен биљком која је обично упадљива по свом цветању, или на други начин, током тог месеца. Новембар представљају јавори. У јапанској симболици биљака јавор значи јесен долази пријатељски, због топлих јесењих боја листа.
Као нација позната по великим достигнућима у хортикултури, почев од великог броја стилова у градњи вртова, до гајења патуљастих биљака, Јапанци су рано у историји почели са селекцијом и хибридизацијом украсних биљака. Међу њима јавори заузимају видно место. Врста са највећим бројем сорти је дланолики јапански јавор  и његови природни унутарврсни таксони.

## Јапански дланолики јавор
Ова врста има снажну генетску тенденцију да се јавља у много варијација, мутација и спортова. У раним данима хортикултуре, Јапанци су сакупљали неуобичајене и ретке облике Acer palmatum из локалних састојина и откривене мутације вегетативно размножавали и уводили у култивацију. Како се број сорти повећавао, њиховом садњом у непосредној близини долазило је до унакрсног опрашивања и стварања додатних унутарврсних хибрида. Током 300-годишњег периода интензивне културе, овај процес је дао велики број селекција и култивара.
Током Едо епохе (1603-1867) хортикултура је цветала и достигла висок ниво развоја у селекцији, узгоју, култури и специјализацији. Многи култивари аутохтоног јапанског дрвећа и жбуња уведени су у интензивно гајење - нарочито азалеје и јавори. Јапански јаворови достигли су врхунац популарности од средине XVII до краја XVIII века. Било је модерно гајити што више различитих типова. Стандардни баштенски приручник објављен 1710. помиње 36 сорти Acer palmatum. До 1733. године пописано је додатних 28, а списак јавора из 1882. године садржао је 202 сорте, али без сумње није обухватио све таксоне због обима култивације и недостатка комуникација. Комбинацијом листи старије литературе, са сигурношћу може да се претпостави да је на врхунцу овог периода било више од 250 култивара.
Почетком 1900. интересовање је опало, а четрдесетих година XX века, током ратних година економски услови су довели до тога да су многи култивари уништени и изгубљени у култивацији. Подручја раније посвећена украсној хортикултури коришћена су за производњу хране, a стари јавори сечени су да би се ублажила несташица горива и дрва. Шездесетих година прошлог века обимније размножавање неких старијих култивара омогућило је ширу дистрибуцију многих таксона у остатку света. Данас се претпоставља да постоји преко 1000 сорти дланоликог јавора. 

## Листа врста јапанских јавора
| Научни назив                                 | Јапански назив                                 | Година описа | Секција     | Серија     | Број клонова | Изглед |
| -------------------------------------------- | ---------------------------------------------- | ------------ | ----------- | ---------- | ------------ | ------ |
| Acer argutum Maximowicz                      | アサノハカエデ, асаноха хаеде                  | 1867.        | Glabra      | Arguta     |              |        |
| Acer buergerianum Miquel                     | トウカエデ, тоукаеде                           | 1865.        | Pentaphylla | Trifida    | 24           |        |
| Acer capillipes Maximowicz                   | ホソエカエデ, хосое хаеде                      | 1867.        | Macrantha   |            |              |        |
| Acer carpinifolium Siebold et Zuccarini      | チドリノキ, чидориноки                         | 1845.        | Indivisa    |            | 1            |        |
| Acer caudatum Wallich                        | オガラバナ, огарабана                          | 1830.        | Parvifolia  | Caudata    |              |        |
| Acer circinatum Pursh                        | (америчка врста лако се укршта са A. palmatum) | 1814.        | Palmata     | Palmata    | 7            |        |
| Acer cissifolium (Siebold et Zuccarini) Koch | ミツデカエデ, митсуде каеде                    | 1864.        | Negundo     | Cissifolia |              |        |
| Acer crataegifolium Siebold et Zuccarini     | ウリカエデ, ури каеде                          | 1845.        | Macrantha   |            | 2            |        |
| Acer diabolicum Blume ex Koch                | カジカエデ, кађи каеде                         | 1864.        | Lithocarpa  | Lithocarpa |              |        |
| Acer distylum Siebold et Zuccarini           | ヒトツバカエデ, хитоцуба каеде                 | 1845.        | Parviflora  | Distyla    |              |        |
| Acer ginnala Maxim.                          | カラコギカエデ, каракоги каеде                 | 1856.        | Palmata     | Palmata    | 8            |        |
| Acer japonicum Thunberg                      | ハウチワカエデ, ха ућива каеде                 | 1784.        | Palmata     | Palmata    | 11           |        |
| Acer maximowiczianum Miquel                  | メグスリノキ, мегусуриноки                     | 1867.        | Trifoliata  | Grisea     |              |        |
| Acer micranthum Siebold et Zuccarini         | コミネカエデ, ко миње каеде                    | 1845.        | Macrantha   |            |              |        |
| Acer miyabei Maximowicz                      | クロビイタヤ, короби итаја                     | 1888.        | Platanoidea |            |              |        |
| Acer morifolium Koidzumi                     | ヤクシマオナガカエデ, јакушима онага каеде     | 1914.        | Macrantha   |            |              |        |
| Acer nipponicum Hara                         | テツカエデ, тетсу каеде                        | 1938.        | Parviflora  | Parviflora |              |        |
| Acer palmatum Thunberg ex Murray             | イロハモミジ, ироха момиђи                     | 1784.        | Palmata     | Palmata    | преко1000    |        |
| Acer pictum Thunberg ex Murray               | イタヤカエデ, итаја каеде                      | 1784.        | Platanoidea |            |              |        |
| Acer pycnanthum Koch                         | ハナノキ, хана но ки                           | 1864.        | Rubra       |            |              |        |
| Acer rufinerve Siebold et Zuccarini          | ウリハダカエデ, урихада каеде                  | 1845.        | Macrantha   |            | 5            |        |
| Acer shirasawanum Koidzumi                   | オオイタヤメイゲツ, о итаја меигецу            | 1911.        | Palmata     | Palmata    | 11           |        |
| Acer sieboldianum Miquel                     | コハウチワカエデ, ко хау ућива каеде           | 1865.        | Palmata     | Palmata    | 9            |        |
| Acer truncatum Bunge                         | あかじ にしき, акаји нишики                    | 1833.        | Platanoidea |            | 1            |        |
| Acer tschonoskii Maximowicz                  | ミネカエデ, мине каеде                         | 1886.        | Macrantha   |            |              |        |